# Parellisina mboliensis
Parellisina mboliensis är en mossdjursart som beskrevs av Tilbrook 2006. Parellisina mboliensis ingår i släktet Parellisina och familjen Calloporidae. Inga underarter finns listade i Catalogue of Life.